# Attitude / Golden Gun
«Attitude» — песня группы Suede, выпущенная на лейбле Columbia Records 6 октября 2003 года. Последний сингл группы, за которым последовал распад в конце 2003 года.
Единственный сингл группы с двойной стороной А. Видео было срежиссировано Линди Хейманн и представляет собой выступающего в роли драг-квин актёра Джона Хёрта.
«Attitude» достиг 14 места в британском чарте синглов, став, таким образом, самым успешным синглом группы со времён «She’s in Fashion» (1999).
Некоторые критики посчитали «Attitude» улучшением по сравнению с предыдущим альбомом. Джон Мёрфи из musicOMH писал, что «…„Attitude“ — один из их [Suede] лучших за многие годы мотивов», добавив, что это «отличное напоминание о том, почему Suede были одной из самых интересных групп 90-х».
Песня «Attitude» входит в саундтрек четвёртого сезона сериала «Близкие друзья».

## Список композиций
| №  | Название           | Автор(ы)                  | Длительность |
| -- | ------------------ | ------------------------- | ------------ |
| 1. | «Attitude»         | Бретт Андерсон, Мэт Осман | 3:06         |
| 2. | «Golden Gun»       | Андерсон, Осман           | 3:07         |
| 3. | «Oxygen»           | Андерсон, Ричард Оукс     | 4:05         |
| 4. | «Attitude» (video) | Андерсон, Осман           | 3:06         |

| №  | Название          | Автор(ы)        | Длительность |
| -- | ----------------- | --------------- | ------------ |
| 1. | «Attitude» (demo) | Андерсон, Осман | 3:06         |
| 2. | «Just a Girl»     | Андерсон        | 2:42         |
| 3. | «Heroin»          | Андерсон        | 2:54         |

| №  | Название                          | Автор(ы)        | Длительность |
| -- | --------------------------------- | --------------- | ------------ |
| 1. | «Attitude» (video)                | Андерсон, Осман | 3:22         |
| 2. | «We’re So Disco»                  | Андерсон        | 3:36         |
| 3. | «Head Music» (Arthur Baker Remix) | Андерсон        | 4:18         |